# Monsterwisselaar
Een monsterwisselaar (ook wel autosampler of sample organizer genoemd) is een apparaat dat automatisch monsters aanbiedt aan laboratoriuminstrumenten zoals chromatografen, spectrofotometers en titrators.

## Monsterwisselingstechnieken
Er bestaan verschillende technieken om monsters aan te bieden aan het analyseinstrument.

### Monstercarrousel

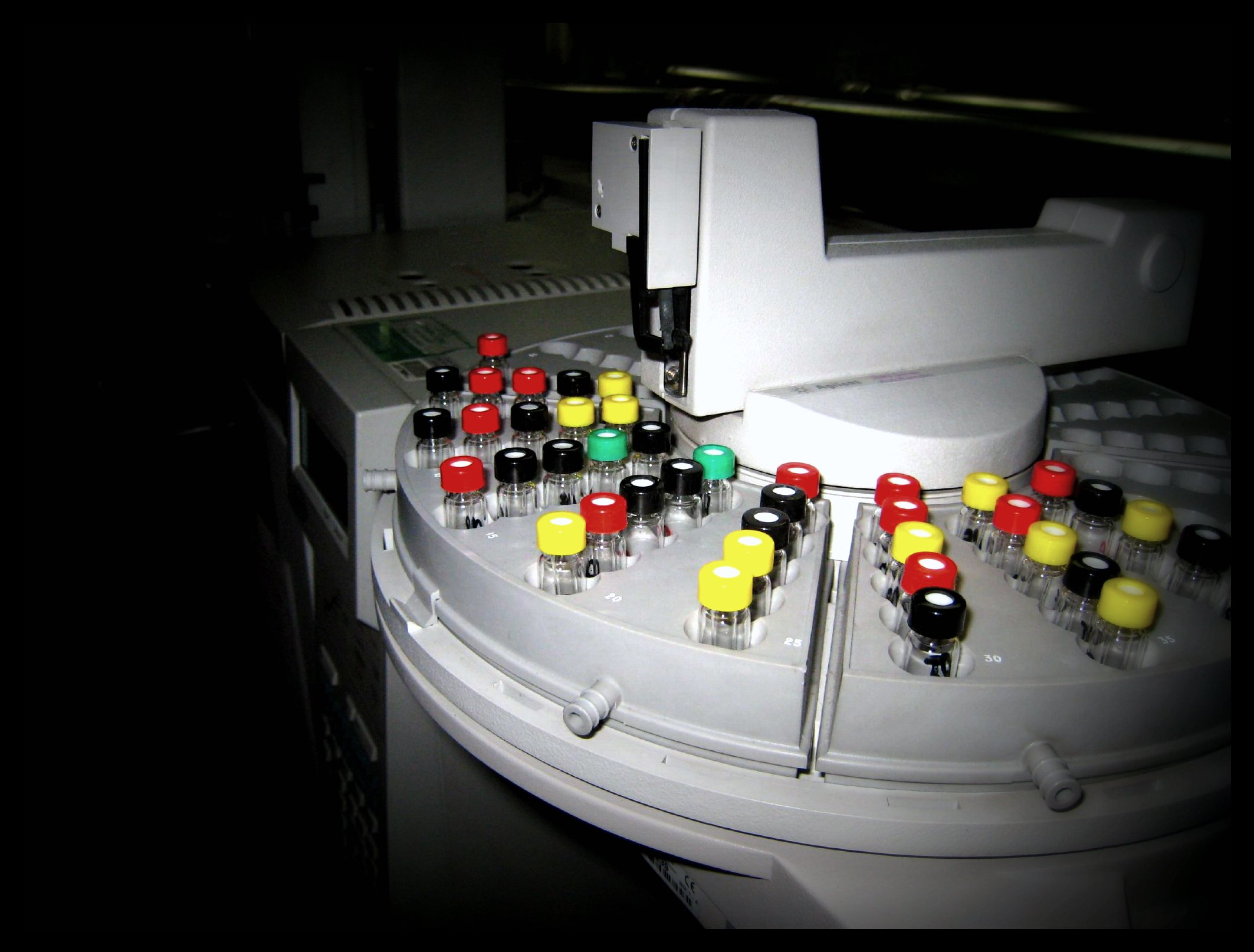
Monstercarrousel met vijf concentrische ringen

Een monstercarrousel is een draaibaar plateau waarop zich de monsters bevinden. Het monsternamepunt bevindt zich boven de carrousel en is niet of beperkt beweegbaar. Monsters worden onder het monsternamepunt geplaatst door de carrousel te draaien. Monsters worden aangeduid met een volgnummer op de carrousel en eventueel een aanduiding van de concentrische ring waarop ze zich bevinden. 
Het voordeel van een monstercarrousel is de robuustheid, het nadeel is de beperkte capaciteit.

### Monsterwisselaar met monsterhouder
Bij dit type monsterwisselaar worden de monsters in een rechthoekige monsterhouder (sample tray) geplaatst en heeft ieder monster een vaste x,y-positie. Het bemonsteren gebeurt ofwel door de monsters met een robotarm van en naar een vast monsterpunt te verplaatsen, ofwel door het monsterpunt naar een bepaalde positie in de monsterhouder te bewegen. 
Een monsterwisselaar met monsterhouder heeft vaak een grotere capaciteit dan een monstercarrousel maar heeft meer bewegende delen en is daardoor storingsgevoeliger.

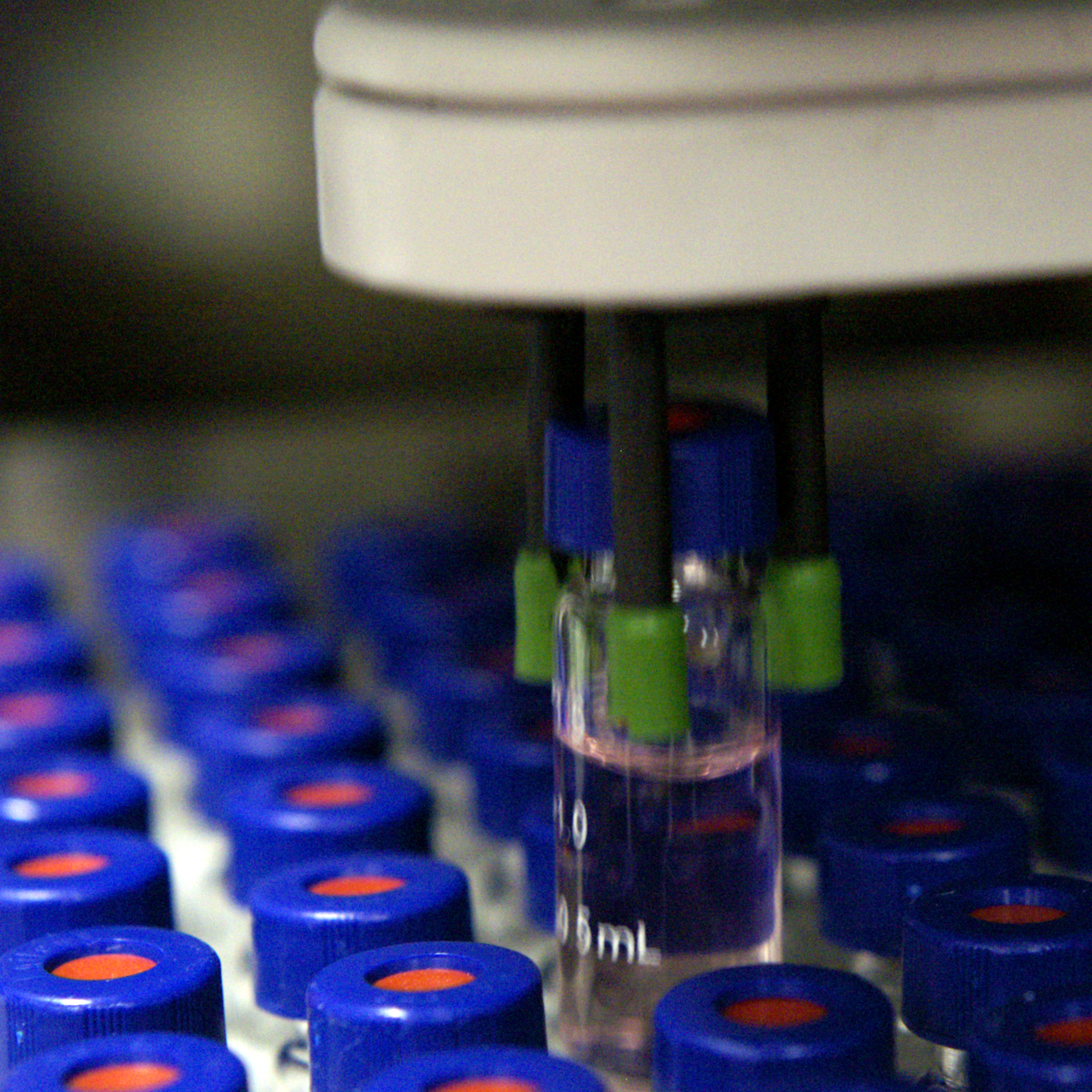
Een robotarm verplaatst een monster vanuit de monsterhouder naar het vaste monsternamepunt